# Cheumatopsyche urema
Cheumatopsyche urema är en nattsländeart som beskrevs av Martin E. Mosely 1936. Cheumatopsyche urema ingår i släktet Cheumatopsyche och familjen ryssjenattsländor. Inga underarter finns listade i Catalogue of Life.